# Etos
Etos is een Nederlandse keten van drogisterijen die onderdeel is van Ahold Delhaize. De keten is voortgekomen uit een coöperatie van kruidenierswinkels, die op haar beurt was ontstaan uit winkels van het Philipsconcern. De naam staat voor Eendracht, Toewijding, Overleg en Samenwerking.

## Geschiedenis

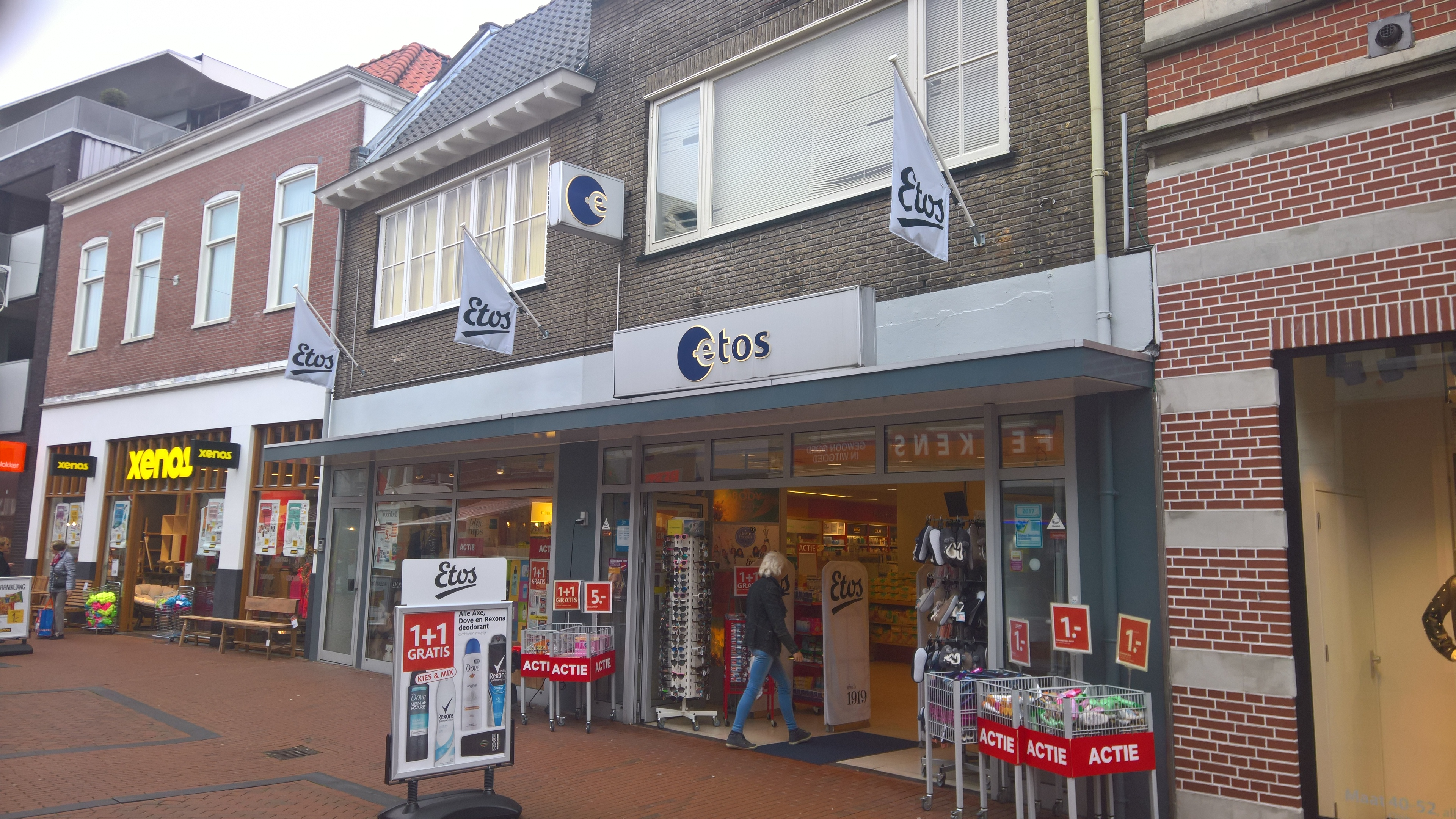
Een Etos-vestiging in 2017.

De geschiedenis van Etos begint in 1919 met de oprichting van een winkelketen door Philips te Eindhoven, onder de naam Philips Coöperatieve Verbruiksvereeniging en Broodbakkerij G.A., die kruidenierswinkels, drogisterijen, slagerijen, een broodfabriek (hoek Essenstraat/Lijsterbesstraat), en uiteindelijk een benzinepomp omvatte. De uit Schoondijke afkomstige Franciscus Xaverius Rijckaert (1867-1940) was de houder van lidmaatschapskaart nummer 1. Hij was ook meer dan vijftien jaar bestuurslid van de coöperatie.

### Verzelfstandiging
Na de wereldcrisis in 1929 had Philips het zwaar en werd er veel personeel ontslagen. Het ledenaantal van Coöperatieve Verbruiksvereeniging kromp. Daarom werd er in 1931 besloten dat de Coöperatieve Verbruiksvereeniging onafhankelijk wordt van Philips. De naam van de coöperatie werd gewijzigd in "Etos". De leden van de coöperatie (waaronder ook niet-Philipsmedewerkers) waren mede-eigenaar en kregen jaarlijks 8% uitgekeerd op alle aankopen in de kruidenierswinkel en iets minder op aankopen in de slagerijen en in de drogisterijen. Dat was uniek in de tijd van de verticale prijsbinding, waardoor een gelijk product in elke winkel hetzelfde kostte. Ook kregen leden van Etos kortingen bij andere bedrijven in Eindhoven en omgeving. Dit had wel tot gevolg dat Etos een enigszins socialistisch tintje kreeg en rasechte Eindhovense zakenlui meestal officieel geen lid waren van de coöperatie en zich dan ook niet op de jaarlijkse contactavonden lieten zien.

### Tweede Wereldoorlog
De Tweede Wereldoorlog had ook gevolgen voor Etos. Auto's werden door het Nederlandse leger gevorderd, waardoor producten enkel met de fiets bezorgd konden worden. Ook kregen alle leden van de coöperatie een boekje waarin werd genoteerd welke en hoeveel producten iemand had gekocht. Zo werd geprobeerd hamsteren te voorkomen. Klanten moesten zich legitimeren en contante betaling was verplicht. Verder nam Etos tijdens de oorlog een andere bedrijfsvorm aan, waardoor het voor de bezetter niet interessant was het bedrijf over te nemen.
Na de oorlogsjaren ging het langzaam aan beter met de Nederlandse economie. Mensen gingen weer geld uitgeven aan luxe artikelen. Daarom breidde Etos haar assortiment uit met onder meer bloemen, boeken en grammofoonplaten en kon men er foto's laten ontwikkelen en afdrukken. Ook werden er 'contactavonden' georganiseerd waar allerlei activiteiten plaatsvonden.

### Verkoop aan Albert Heijn
In het begin van de jaren zeventig had Etos 44 vestigingen in Nederland. In 1973 werd het bedrijf verkocht aan Ahold, dat de kruidenierszaken deels omzette in Albert Heijnfilialen; de naam ETOS werd landelijk gebruikt voor de drogisterijen van het AH-concern. Een paar jaar later werden er nog twintig winkels van supermarktketen Simon de Wit overgenomen door Ahold. De focus kwam binnen de winkels te liggen op drogisterijartikelen. Ook werden er in samenwerking met de Scandinavische ICA Group, de partner in Aholds joint venture, begin 2002 in Stockholm twee winkels geopend en later nog tien.

### 21ste eeuw
Sinds 2001 kunnen Etos-producten vanuit huis besteld worden via de webshop ah.nl. Ook ging het bedrijf een samenwerking aan met NS, waardoor er (anno 2020) twintig Etos-vestigingen zijn op stations in Nederland. In 2019 werd de eigen webshop gelanceerd.
In totaal heeft het bedrijf 550 vestigingen verspreid over Nederland, waarvan ongeveer de helft franchiseondernemingen zijn. De winkels worden bevoorraad vanuit een distributiecentrum in Beverwijk. Het hoofdkantoor is gevestigd in Zaandam en wordt gedeeld met supermarktketen Albert Heijn en slijterijketen Gall & Gall. Het winkelpersoneel wordt opgeleid via IMKO.
Ook in België, Tsjechië, Roemenië, Griekenland, Servië en de Verenigde Staten worden er Etos-producten verkocht.
Het jubileumjaar 2019 werd afgesloten met de eerste staking van het personeel in die honderd jaar. Medewerkers van het distributiecentrum wilden een structurele loonsverhoging.